# إليانور وونغ
إليانور وونغ (بالإنجليزية: Eleanor Wong)‏ هي محامية وكاتبة مسرحية وكاتِبة سنغافورية، ولدت في 6 فبراير 1962.